# Sean Weatherspoon
Pour les articles homonymes, voir Weatherspoon.
(en) Statistiques sur pro-football-reference
Franklin De'Sean Weatherspoon (né le 29 décembre 1987 à Greenville) est un joueur américain de football américain évoluant au poste de linebacker.

## Enfance
Sean voit le jour à Greenville de l'union de Develous Weatherspoon et Elwanda Martin Weathersopoon. La famille est originaire de Pineland au Texas et déménage à Greenville en 1984. Un an après sa naissance, les Weatherspoon reviennent au Texas à Jasper. Il est cousin avec Teresa Weatherspoon, joueuse professionnelle de basket-ball évoluant en WNBA.

## Lycée
Sean fait ses études à la Jasper High School de Jasper et s'illustre dans le football américain et dans le basket-ball où il est nommé parmi les meilleurs joueurs du district et dans le saut en hauteur.

## Carrière

### Universitaire
En 2006, Sean joue treize matchs et joue surtout dans l'escouade spéciale des Tigers du Missouri de l'université du Missouri. En 2007, il devient un des linebackers titulaires et fait 130 tacles et arrête huit passes. L' Associated Press ainsi que d'autres magazines le nomme dans la first-team de la saison pour la conférence Big 12. En 2008, il améliore son score avec 155 tacles, devenant le deuxième meilleur record dans l'histoire de l'université pour une seule saison derrière Travis McDonald (164 en 1994).
En 2008, il fait trois interceptions ainsi que sept passes bloquées ; il est nommé lors du Alamo Bowl meilleur joueur défensif du match avec dix-sept tacles. Après ce match, il laisse entendre qu'il s'inscrit au draft de la NFL de 2009 mais renonce et revient pour effectuer sa dernière année à l'université.

### Professionnelle
Sean Weatherspoon est sélectionné lors du premier tour du draft de la NFL de 2010 par les Falcons d'Atlanta au dix-neuvième choix. Il signe le 29 juillet 2010 un contrat de cinq ans, d'une valeur de 17,5 millions de dollars. Lors de sa première saison en NFL (rookie), il fait quarante-deux tacles ainsi qu'un sack.